# Lista de prefeitos de Milagres do Maranhão
Esta é a lista de prefeitos do município de Milagres do Maranhão, estado brasileiro do Maranhão.
| Nº | Nome                                                         | Imagem                                           | Partido                            | Início do mandato      | Fim do mandato                          | Observações                           |
| 1  | Cloves Lopes Caldas (Brejo, 12.09.1939–)                     |                                                  | Partido Socialista Brasileiro PSB  | 1° de janeiro de 1997  | 31 de dezembro de 2000                  | Prefeito eleito em sufrágio universal |
| 2  | Miguel Cardoso de Caldas (Milagres do Maranhão, 03.07.1942–) |                                                  | Partido Socialista Brasileiro PSB  | 1° de janeiro de 2001  | 31 de dezembro de 2004                  | Prefeito eleito em sufrágio universal |
| 2  | Miguel Cardoso de Caldas (Milagres do Maranhão, 03.07.1942–) | Partido do Movimento Democrático Brasileiro PMDB | 1° de janeiro de 2005              | 31 de dezembro de 2008 | Prefeito reeleito em sufrágio universal |                                       |
| 3  | José Augusto Cardoso Caldas (Brejo, 06.02.1968–)             |                                                  | Partido da República PR            | 1° de janeiro de 2009  | 31 de dezembro de 2012                  | Prefeito eleito em sufrágio universal |
| 3  | José Augusto Cardoso Caldas (Brejo, 06.02.1968–)             | 1° de janeiro de 2013                            | Partido da República PR            | 31 de dezembro de 2016 | Prefeito reeleito em sufrágio universal |                                       |
| 4  | Leonardo José Caldas Lima (Brejo, 05.07.1995–)               |                                                  | Partido Republicano Brasileiro PRB | 1° de janeiro de 2017  | 31 de dezembro de 2020                  | Prefeito eleito em sufrágio universal |
| 5  | José Augusto Cardoso Caldas (Brejo, 06.02.1968–)             |                                                  | Republicanos REP                   | 1° de janeiro de 2021  | 31 de dezembro de 2024                  | Prefeito eleito em sufrágio universal |
| 5  | José Augusto Cardoso Caldas (Brejo, 06.02.1968–)             | Partido Democrático Trabalhista PDT              | 1° de janeiro de 2025              | Atualidade             | Prefeito reeleito em sufrágio universal |                                       |